# HIV
Virusi humane imunske pomanjkljivosti (tudi human immunodeficiency viruses, okrajšava HIV) sta dve vrsti lentivirusa (Lentivirus), podskupine retrovirusa, ki je povzročitelj aidsa pri človeku. Spada v družino retrovirusov; njegov genom je namreč zapisan v RNK. Po okužbi vgradi virus svoj genetski kod v gostiteljovo dednino, zato popolna ozdravitev ni mogoča. Aids se običajno razvije po več letih inkubacijske dobe. Okuženost s HIV je dosegla že razsežnosti pandemije. Do januarja 2006 je po podatkih Svetovne zdravstvene organizacije zaradi okužbe s tem virusom umrlo že več kot 25 milijonov ljudi. Prvič je bil virus odkrit 1. decembra 1981.

## Odkritje virusa
Leta 1981 so zdravniki v Los Angelesu opazili nenavadno povečanje nekaterih redkih bolezni, kot je npr. kaposijev sarkom in navadna pljučnica, ki se pri mladih zdravih ljudeh le redko pojavljajo. Imunolog Michael Gottliebe kmalu ugotovi, da je na pohodu nov tip smrtonosnega virusa. V kratkem zdravniki iz Severne Amerike in zahodne Evrope poročajo o podobnih ugotovitvah. Pri tem izstopajo predvsem istospolno usmerjenje osebe in uživalci trdih drog. Kmalu se bolezen pojavi tudi med bolniki s hemofilijo in med heteroseksualnimi osebami, pri čemer takoj postane jasno, da se neznana bolezen prenaša preko telesnih tekočin. Leta 1983 francoskim znanstvenikom pod vodstvom Luca Montagniera končno uspe indentificirati povzročitelja skrivnostne bolezni. Ugotovijo, da gre za neznani virus, ki ga po dogovoru poimenujejo virus imunske pomanjkljivosti ali HIV (human immunodeficiency virus).
Eno prvih večjih odkritij pri virusu je bilo, da spada v skupino lentivirusov. Gre za skupino virusov, ki so bili takrat že znani in ki okužijo nekatere domače živali, kot so konji, ovce in koze. Za te viruse je značilna dolga inkubacijska doba, kar pove tudi beseda lentus (počasen). To velja tudi za HIV, saj je njegova inkubaciska doba tudi 10 let, preden povzroči smrtno nevarni aids.Francoski znanstveniki leta 1986 v Afriki odkrijejo še en tip HIV virusa, tako da danes poznamo dva tipa: HIV-1 in HIV-2. Prvi prevladuje po celem svetu, medtem ko drugi prevladuje na območju zahodne Afrike. Dolgoletne raziskave so pokazale, da so s podobnimi virusi okužene opice. Te viruse so poimenovali SIV in so najverjetneje predhodniki virusa HIV. SIV naj bi bil tako pri šimpanzih predhodnik HIVa-1, SIV pri sajastih mungabejih pa predhodnik HIVa-2. Dejansko so ugotovili, da je HIV-1 bolj podoben nekaterim opičjim virusom SIV kot pa človeškemu sorodniku HIV-2. Iz tega sledi, da je virus preskočil iz opic na človeka podobno kot je ptičja gripa preskočila iz ptičev na človeka. Temu preskoku med živalskimi vrstami pravimo zoonoza in sploh ni tako redek pojav.
Med ljudmi krožijo različne teorije zarote, ki pravijo, da so virus razvili v vojaških laboratorijih, kot biološko orožje, vendar nič od tega ni dokazano. Ravno tako je leta 1988 Peter Duesberg, profesor molekularne biologije, objavil nedokazano trditev, da virus HIV sam ne more povzročiti AIDS-a, temveč postane nevaren v kombinaciji z drogami in protivirusnimi zdravili, kot je na primer AZT, ki se uporablja pri zdravljenju AIDS-a.
Najstarejši dokazi o okužbi s tem virusom segajo v leto 1959, ko so našli virus v zamrznjenih vzorcih moškega iz Demokratične republike Kongo. Po drugi teoriji naj bi virus prišel med ljudi med letoma 1975 in 1980 v Centralni Afriki s cepivom proti otroški paralizi, ki so ga pridobivali iz opic. Z odkritjem starih zalog cepiva so to teorijo kmalu ovrgli. Dejstvo je, da se je virus pojavil na začetku dvajsetega stoletja s preskokom z opice na človeka.

## Delovanje virusa
Virus po vstopu v telo napade jedro človeškega imunskega sistema, ki skrbi za obrambo telesa pred škodljivimi vplivi iz okolja. Ključnega pomena pri obrambi telesa so bele krvne celice ali levkociti. Obstajajo tri glavne vrste levkocitov: B-celice, T-celice pomagalke in T-celice ubijalke. Te celice preko senzorjev, ki jih imajo na površini, prepoznajo razporeditev molekule na površini tujih organizmov ter jih tako prepoznajo kot tujke. V bistvu ima vsak organizem svoj lasten prstni odtis, ki ga imunologi imenujejo antigen. V telesu kroži na milijone levkocitov in vsak je sposoben prepoznati točno določen antigen. Najpomembnejše so T-celice pomagalke, ki prepoznajo tuj antigen in tako aktivirajo B-celice in T-celice ubijalke. B-celice začnejo izločati protitelesa, ki se lepijo na napadalce in jih tako onesposobijo. T-celice pa uničijo okužene človeške celice in tako preprečijo,  da bi bile gostiteljice napadalnega mikroorganizma. HIV tako napade T-celice pomagalke, in s tem udari v središče našega imunskega sistema. S tem je odprta pot tisočim mikroorganizmom, ki vsakodnevno napadajo naše telo, tako da bolniki ne umrejo zaradi HIVa, temveč zaradi specifičnih obolenj - oportunističnih okužb in malignomov, ki izkoristijo nedelujoč imunski sistem.
Ko virus vstopi v celico začne izkoriščati njen podvojevalni mehanizem. Z njim se kopira v tako velikih količinah, da v nekaj dneh preplavi celotno telo. Velja predpostavka, da se v kri sprosti okoli 1010 virusov na dan. Sprva so raziskovalci menili, da telo ni sposobno prepoznati virusa, vendar ni tako. Ko virus vstopi v telo, začne telo proizvajati ogromne količine B- in T-celic, ki nemudoma napadejo virus. Vendar pa HIV na koncu vedno zmaga. Po določenem času se število B-celic zmanjša, virus pa tako preplavi celotno telo, zato se zdi, kot bi naš imunski sistem izgubil moč, da bi se še naprej upiral virusu. Da pride do tega, je kriv način razmoževanja virusa. HIV je retrovirus, njegov genski material je v obliki RNK. Ta molekula je v celicah navzoča kot posrednik med jedrom, kjer se nahaja DNK in citoplazmo, kjer se izdelujejo proteini. Ko virus vstopi v celico, se njegov RNK prepiše v DNK. To naredi poseben proteinski aparat, imenovan reverzna transkriptaza, ki ga virus prenese s seboj v svoji kapsuli. Ker je transkriptaza pri svojem delu zelo površna, se pojavljajo napake, kar po vzroči, da se virus izredno hitro spreminja, čemur naše telo ne mora slediti. Prav zaradi tega se pojavlja vprašanje ali se bo v prihodnosti pojavila bolj smrtonosna oblika virusa, ki se bo mogoče celo prenašala po zraku? Poleg tega se tudi nenehno spreminja prstni odtis virusa, tako da se lahko kak virus vedno izmakne imunskemu sistemu. Zaradi tega virus lahko preživi vsak silovit napad B- in T-celic. Sčasoma se v teh celicah zaradi posledic virusa začnejo pojavljat napake in postajajo čedalje manj učinkovite. Vse manj jih je sposobnih prepoznati virus in nanj ustrezno reagirati, s čimer se imunski sistem sčasoma dobesedno sesuje.

## Prenašanje
S HIV-om se lahko okužimo preko krvi, semenske tekočine, izločkom bulbouretralne žleze, nožničnim izločkom ter preko materinega mleka. V teh telesnih tekočinah se virus nahaja v prosti obliki in znotraj okuženih celic. Največkrat pride do okužbe pri nezaščitenem spolnem odnosu in z uporabo nerazkuženih igel. Zlasti v nerazvitem svetu se veliko otrok okuži z materinim mlekom. Okužba pri transfuziji krvi je v razvitem svetu skorajda nemogoča zaradi strogega nadzora nad darovano krvjo. 
Okužba preko sline, znoja ali solz ni znana.
Za bolj ogroženo skupino veljajo istospolno usmerjeni moški, ki pogosteje menjujejo partnerje, saj je tveganje za okužbo pri analnem spolnem odnosu visoko.
Verjetnost, da se od okužene matere med nosečnostjo ali porodom okuži tudi otrok, je brez zdravljenja 15–30 %. Zdravljenje s protivirusnimi zdravili in porod s carskim rezom znižata verjetnost okužbe na okoli 2 odstotka.

## Simptomi okužbe
Pri okužbi s HIV se po 2-6 tednih po okužbi v večini primerov pojavi akutni HIV-sindrom - gripi podobno bolezensko stanje.
Najpogostejši znaki so: 
- povišana telesna temperatura,
- nočno znojenje,
- glavobol,
- kronična utrujenost,
- izguba teka,
- nepojasnjeno hujšanje,
- dolgotrajne driske,
- bolečine v mišicah,
- povečane bezgavke,
- izpuščaji po obrazu in trupu,
- bele lisaste obloge v ustih,
- razjede na sluznicah (usta, požiralnik in genitalije)
- kronična nožnična okužba z glivicami,
- nenormalen izvid brisa nožnične sluzi,
- herpes virus ali genitalne bradavice

Pri okužbi s HIV ni nujno, da se pojavijo vsi našteti znaki. Nekatere s HIV okužene osebe so lahko od 8 do 10 let brez vsakršnih simptomov.

## Testiranje
T. i. protitelesa proti virusu HIV je pri preiskavi krvi večinoma mogoče najprej odkriti od 4 do 12 tednov po okužbi z njim, po treh mesecih so prisotna pri 95 % bolnikov, po šestih mesecih pa že pri 99 %. Kdor je ravnal tvegano, bi moral opraviti testiranje po treh in ponovno po 6-ih mesecih, to velja tako za moške in kot za ženske.

## Zdravljenje
Leta raziskav virusa so odkrila veliko njegovih šibkih točk, vendar žal ne dovolj, da bi ga popolnoma uničili. Zdravljenje poteka v obliki ti. koktajlov, mešanic treh različnih zdravil; crixivana, zerita in epivira, ki preprečijo nastanek AIDS-a in tako bolniku podaljšujejo življenje.
Prvo zdravilo proti AIDS-u, zidovudin, so preizkusili leta 1987 vendar so kmalu ugotovili, da zdravilo deluje le v prvih mesecih terapije, nato pa HIV proti njemu razvije odpornost. Zidovudin spada v prvo generacijo zdravil, med t. i. nukleozidno analogne inhibitorje. Te spojine so zelo podobne elementom DNK, nukleotidom, zato jih virusova reverzna transkriptaza vgradi v virusno verigo DNK. Ko je zivudin enkrat vgrajen v DNK, njegovi elementi okvarijo to verigo in tako se prekine razmnoževalni cikel virusa. Naslednja skupina spojin, ki so jih razvili, t. i. zaviralci reverzne transkriptaze, neposrednonapadejo  virusovo reverzno transkriptazo in jo onesposobijo. Vendar tudi proti tovrstnim zdravilom virus kmalu razvije odpornost, zato je leta 1995 na trg prišla tretja generacija zdravil, t. i. zaviralci virusne proteaze. Proteaza je eden ključnih encimov HIV-a in je bistvenega pomena za njegovo razmnoževanje. Zdravilo deluje tako kot druga, neposredno na virus in ga tako uniči. Najpomembnejša stvar, ki jo je omogočilo novo zdravilo, je bila kombinirana terapija. Če uporabimo vse tri tipe zdravil, se drastično zmanjša možnost, da virus razvije odpornost proti vsem trem. To je danes bistvo terapije z koktajli, ki ji pravimo tudi HAART terapija.
Iskanje novih zdravil proti virusu HIV se danes nadaljuje. Tako je leta 2003 na trg prišlo novo zdravilo enfuvirtid, ki spada med t. i. zaviralce spajanja. Ta onemogoča spajanje virusne kapsule s celično membrano in s tem virusu preprečuje vstop v notranjost celice.
Kljub velikemu napredku pa nobeno zdravilo ni sposobno odstraniti virus iz telesa. Virus se namreč skrije v nekatere celice imunskega sistema in tam čaka na ugodno priložnost, da ponovno izbruhne.
V preteklosti, ko še niso poznali protivirusnih zdravil, je bil edini boj proti virusom cepljenje. Cepljenje poznamo že več kot 200 let, zato bi bilo cepivo proti HIV-u idealna rešitev. Od leta 1987 je bilo testiranih več kot 40 različnih cepiv, od katerih je bilo le eno dovolj učinkovito da so ga lahko preizkusili na ljudeh, vendar se je nakoncu izkazalo, da je cepivo popolnoma neučinkovito. Trenutno je v postopku razvoja več kot 20 novih cepiv, ali jim bo uspelo, je težko reči, saj razvoj zdravil traja izredno dolgo , tudi po več desetletij.
Do leta 2022 so kar trije ljudje uspešno premagali virus HIV, med njimi je ena ženska.